# مختبر الأسلوب المفتوح
مختبر الأسلوب المفتوح هو منظمة غير ربحية تم إطلاقها في عام 2014، في البداية كمشروع خدمة عامة في معهد ماساتشوستس للتكنولوجيا. المدير التنفيذي ورئيس مجلس الإدارة للمنظمة غير الربحية هو جريس جون. تقوم المنظمة بتصميم وإنتاج ملابس ومنتجات متكيفة، مع الأشخاص ذوي الإعاقة ولأجلهم. تدعو المجموعة المصممين والمهندسين وأخصائيي العلاج المهني من جميع أنحاء العالم للعمل معًا لحل مشكلة واقعية من خلال حل الملابس المتكيفة. تم تكرار البرنامج في مركز التصميم الدولي لمعهد ماساتشوستس للتكنولوجيا وفي كلية بارسونز للتصميم في ذا نيو سكول.
في كل صيف، تُشكّل المجموعة فرقًا متعددة التخصصات، تضم مصممين ومهندسين ومعالجين مهنيين، تُقرن مع عميل من ذوي الإعاقة. بعد ذلك، تُخصص للفرق عشرة أسابيع للبحث والتصميم والتطوير لوضع حلٍّ لعميلها. وقد عملت المجموعة مع أشخاص يعانون من إصابات في النخاع الشوكي وإعاقات معرفية في تصميماتهم، مثل أدوات الخياطة التكيفية.